# كلنغبر (مقاطعة تشرداول)
كلنغبر (بالفارسية: کلنگبر) هي قرية تقع في قسم بيجنوند الريفي (مقاطعة تشرداول) في إيران. يقدر عدد سكانها بـ 218 نسمة بحسب إحصاء 2016.